# Thomas Piermayr
Thomas Piermayr (Linz, 1989. augusztus 2. –) osztrák labdarúgó, az osztrák SC Bad Sauerbrunn hátvédje.

## Pályafutása
2008-ban kezdte pályafutását a LASK Linz csapatánál, ahol 78 mérkőzésen lépett pályára. 2011 júliusában egyéves szerződést kötött az Invernesszel, miután a felkészülési mérkőzéseken lenyűgözte Terry Butcher menedzsert. 2011 végén elhagyta az Inverness-t és a Wiener Neustadthoz szerződött. 2013. július 9-én a Lillestrømmel írt alá szerződést a szezon végéig. 6 hónappal később szerződést bontott vele a klub, és 2014 április elején a Colorado Rapidshoz igazolt. 1 évet töltött a Colorado Rapids csapatában. 2015. április 30-án szerződtette a fehérorosz Minszk. 2015. augusztus 7-én jelentette be a Békéscsaba, hogy szerződtette Piermayr-t.

## Sikerei, díjai
LASK Linz II
- Upper Austria league bajnok: 2008–2009[6]